# Pfarrkirche St. Ruprecht ob Murau

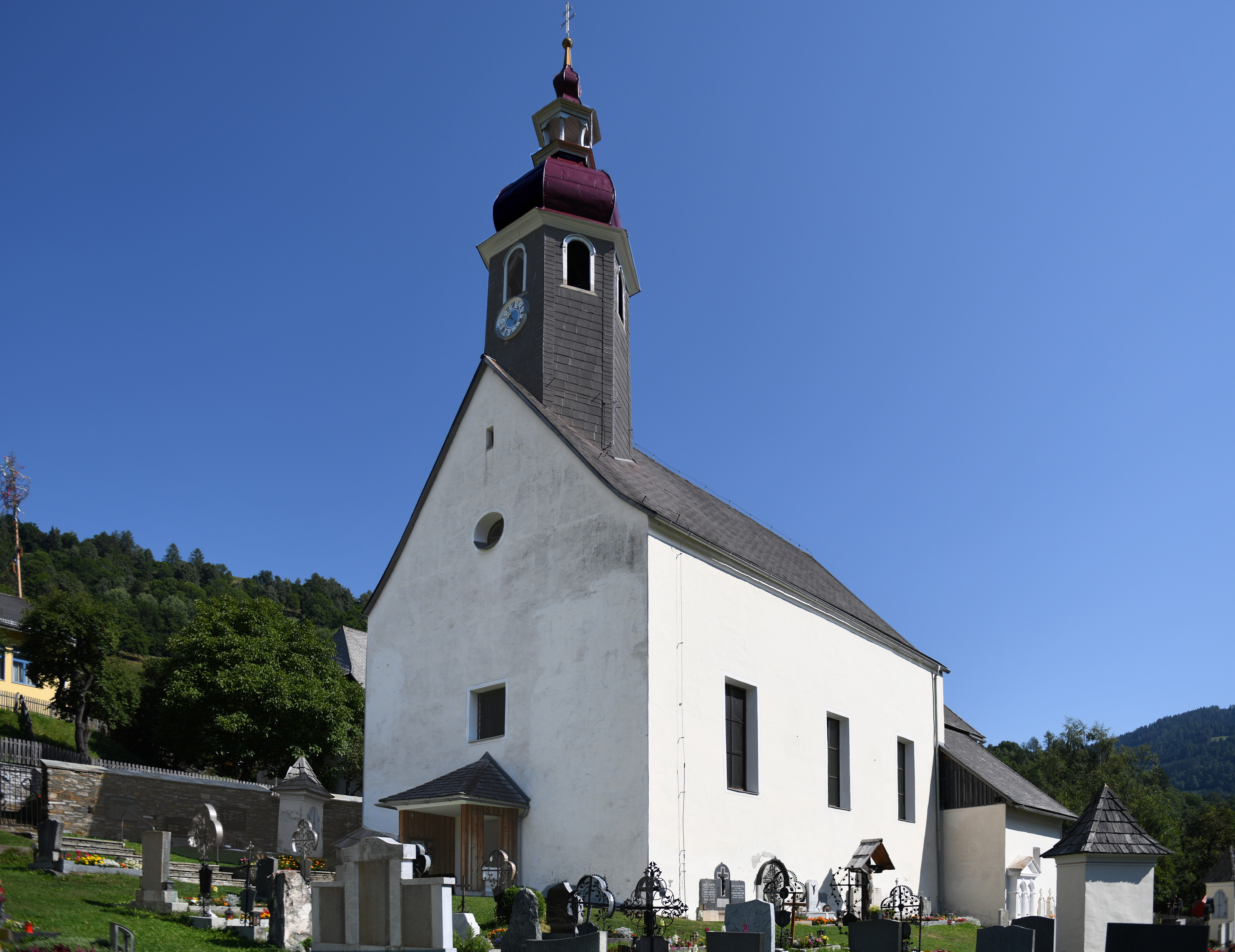
Katholische Pfarrkirche Hl. Rupert in St. Ruprecht ob Murau

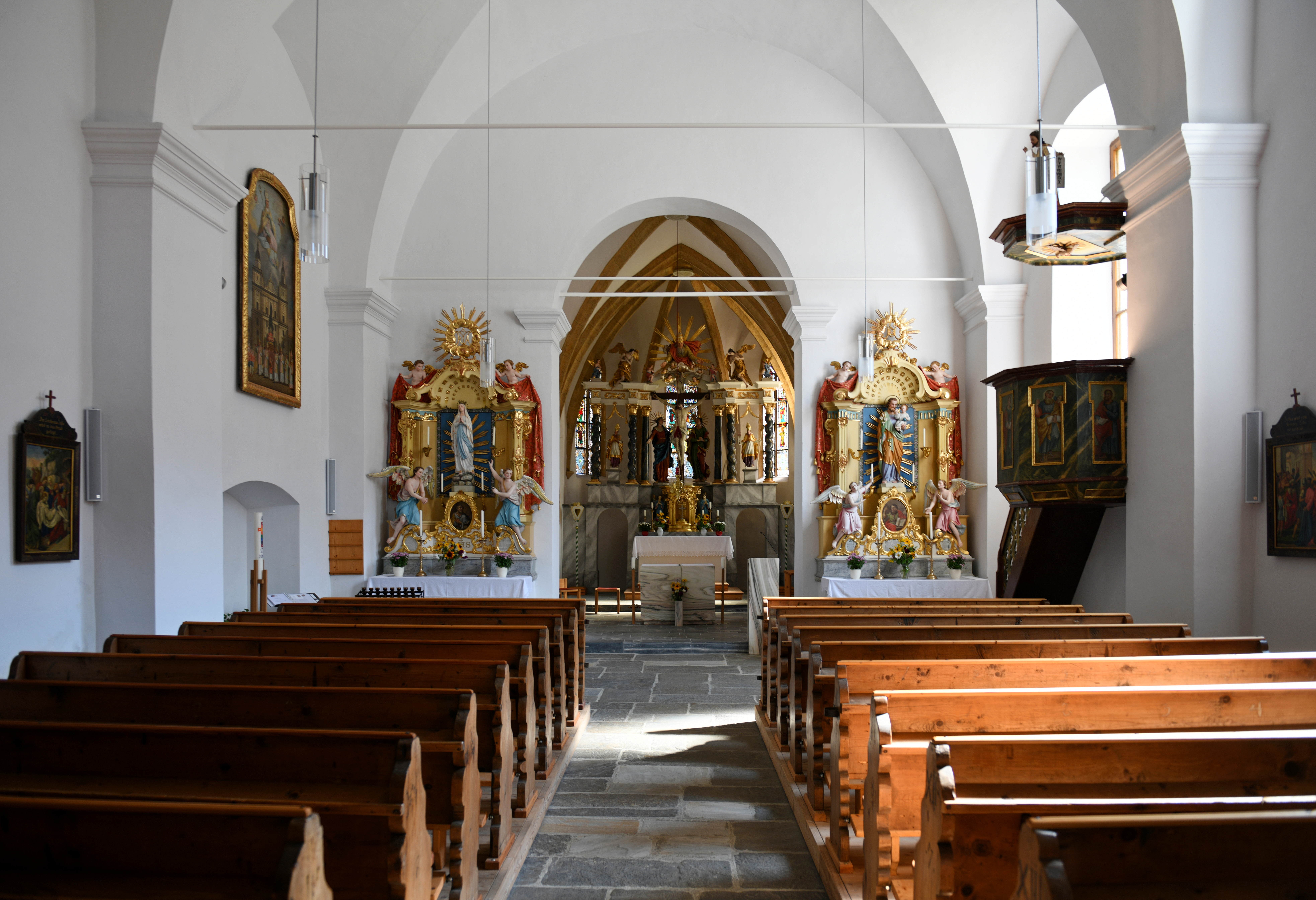
Langhaus, Blick zum Chor

Die römisch-katholische Pfarrkirche St. Ruprecht ob Murau steht in einer Hanglage in der Ortschaft St. Ruprecht-Falkendorf in der Gemeinde Sankt Georgen am Kreischberg im Bezirk Murau in der Steiermark. Die dem Patrozinium des heiligen Rupert von Salzburg unterstellte Pfarrkirche gehört zur Region Obersteiermark West (Dekanat Murau) in der Diözese Graz-Seckau. Die Kirche und der Friedhof stehen unter Denkmalschutz (Listeneintrag).

## Geschichte
Urkundlich wurde 1253 eine Kirche genannt.
Der Chor wurde im 14. Jahrhundert erbaut. Das Langhaus wurde 1714 barockisiert.

## Architektur
Der Kirchenbau ist von einem Friedhof mit vier gemauerten barocken Initienkapellen umgeben.
Der sechsseitige westliche barocke Dachreiter trägt eine Zwiebel mit einer Laterne.
Das barockisierte dreijochige Langhaus ist stichkappentonnengewölbt auf Wandpfeilern mit einfachen Gesimskapitellen. Die barocken Langhausfenster wurden 1951 restauriert. Die neue hölzerne Westempore trägt die ursprüngliche barocke Holzbrüstung mit Apostelbildern aus dem ersten Viertel des 18. Jahrhunderts. Der barocke Fronbogen ist rundbogig. Der eingezogene einjochige Chor mit einem Fünfachtelschluss hat ein Kreuzrippengewölbe auf Konsolen, vier Konsolen zeigen kleine Köpfe. Die gotischen zweibahnigen Chorfenster mit Maßwerk zeigen mit drei Fenstern im Chorschluss gotische Glasgemälde um die Mitte des 14. Jahrhunderts mit den Darstellungen Verkündigung, Geburt, Anbetung, Heiligendarstellungen sowie den knienden Stifter Hainricus. Das mit einem Vierpass und einem Giebel ausgestattete gotische Sakramentshäuschen verfügt über ein mit Rosetten verziertes schmiedeeisernes Gitter. Das spitzbogige Sakristeiportal hat eine Tür mit einem Eisenbeschlag, die Sakristei südlich am Chor ist kreuzgratgewölbt.

## Einrichtung
Der Hochaltar von 1726/1727 wurde Ende des 18. Jahrhunderts und 1845 verändert. Die Assistenzfiguren der Kreuzigung sowie die seitlichen Statuen der Heiligen Rupert und Wolfgang schuf Balthasar Prandtstätter, den Gekreuzigten und Gottvater ein anderer Bildhauer. Der Tabernakel entstand im ersten Viertel des 18. Jahrhunderts.
Die Seitenaltäre schuf der Judenburger Bildhauer Johann Nischlwitzer, 1773 links und 1775 rechts. Die Vorsatzbilder zeigen sich in der Art des Gregor Lederwasch.
Die Kanzel aus dem ersten Viertel des 18. Jahrhunderts zeigt am Korb Bilder der Vier Evangelisten und am Schalldeckel die Figur Moses.
Es gibt ein Bild aus dem Ende des 18. Jahrhunderts, es zeigt die Übertragung der Reliquien des hl. Rupert mit der Ansicht der Salzburger Domfassade.
Die Orgel aus dem ersten Drittel des 18. Jahrhunderts wurde 1840 aus Wartberg erworben. Die Orgel zeigt ein Bild hl. Cäcilia und Engel. Eine Glocke entstand im 14. Jahrhundert.